# شوی‌لر لیک (نیویورک)
شوی‌لر لیک (به انگلیسی: Schuyler Lake) یک منطقهٔ مسکونی در ایالات متحده آمریکا است که در نیویورک واقع شده‌است. شوی‌لر لیک ۳۹۸٫۹۹ متر بالاتر از سطح دریا واقع شده‌است.